# حوضه آبریز سفیدرود

موقعیت حوضه آبریز سفیدرود بزرگ

حوضه آبریز سفیدرود بزرگ یکی از حوضه‌های باز ایران است که در تقسیم‌بندی حوضه‌های آبریز ایران، حوضهٔ فرعی به شمار می‌رود و زیرمجموعهٔ حوضه آبریز دریای مازندران است. مساحت این حوضه، ۵۹٬۲۱۷ کیلومتر مربع و رود اصلی آن، سفیدرود است.

## جغرافیا
حوضهٔ آبریز رودخانه سفیدرود شامل بیش از نیمی از مساحت استان‌های زنجان و کردستان، بخش‌های بزرگی از استان‌های آذربایجان شرقی، اردبیل، گیلان، قزوین و البرز و بخش‌های اندکی از استان‌های آذربایجان غربی ، مازندران و همدان است. آبراههٔ اصلی حوضه، سفیدرود است که از تلاقی رودهای قزل‌اوزن و شاه‌رود در محل سد سفیدرود تشکیل می‌شود. قزل‌اوزن شاخهٔ اصلی سفیدرود است که از ارتفاعات چهل چشمه در شمال غربی سنندج سرچشمه می‌گیرد و مسیر مارپیچی را در کوه‌های آذربایجان طی می‌کند. رودهایی از جمله تلوار، سجاس‌رود، زنجان‌رود، شهرچای و قرانقو به این رود می‌پیوندند. شاه‌رود نیز از تلاقی رودهای الموت و طالقان در حوالی شیرکوه پدید می‌آید. این دو رود از کوه‌های البرز مرکزی از جمله علم‌کوه سرچشمه می‌گیرند.

## زیرحوضه‌ها
برپایهٔ دستور العمل تقسیم‌بندی حوضه‌های ایران، حوضهٔ آبریز سفیدرود به زیرحوضه‌های زیر تقسیم می‌شود:
| کد  | نام اختصاری زیرحوضه | مساحت کیلومتر مربع | تعداد زیرحوضه‌ها |
| --- | ------------------- | ------------------ | --------------- |
| ۱۳۱ | سفیدرود             | ۲٬۸۳۵              | ۳               |
| ۱۳۲ | قزل‌اوزن             | ۴۹٬۲۵۸             | ۹               |
| ۱۳۳ | شاهرود              | ۴٬۸۶۴              | ۴               |
| ۱۳۴ | دریاچه سد           | ۲٬۲۶۰              | –               |